# TFIIF
El factor de transcripción general IIF o TFIIF es uno de varios factores de transcripción generales que forman el complejo de pre-iniciación de la ARN polimerasa II.
TFIIF está codificado por los genes GTF2F1, GTF2F2 y GTF2F2L.
TFIIF se une a la ARN polimerasa II cuando la enzima ya no está unida a ningún otro factor de transcripción, evitando así que entre en contacto con el ADN fuera del promotor. Además, TFIIF estabiliza la ARN polimerasa II mientras está en contacto con TBP (dominio de unión a la caja TATA de TFIID) y TFIIB.